# Liste der Kulturdenkmale in Nauendorf (Thüringen)
In der Liste der Kulturdenkmale in Nauendorf sind alle Kulturdenkmale der thüringischen Gemeinde Nauendorf (Landkreis Weimarer Land) und ihrer Ortsteile aufgelistet (Stand: 26. April 2012).

## Nauendorf
Einzeldenkmale
| Bild                           | Bezeichnung                      | Lage    | Datierung | Beschreibung | ID |
| ------------------------------ | -------------------------------- | ------- | --------- | ------------ | -- |
| weitere Bilder Fotos hochladen | Kirche St. Burkhard mit Kirchhof | (Karte) |           |              |    |
| Fotos hochladen                | Gehöft                           | Nr. 50  |           |              |    |

## Quelle
- Denkmalliste Landkreis Weimarer Land. (PDF; 929 kB) weimarerland.de